# Pussy Riot
Pussy Riot è un collettivo punk rock russo, femminista e politicamente impegnato che agisce sotto rigoroso anonimato. Le attiviste organizzano proteste per lo sviluppo della democrazia, in Russia e altre parti del mondo.

## Storia
Pussy significa micio/a, ma nello slang anglosassone è inteso come vagina, mentre riot vuol dire rivolta. Il gruppo è attivo a Mosca, città che fa da palcoscenico ai flash mob e alle performance estemporanee attraverso cui il gruppo dà espressione a provocazioni politiche nei confronti dell'establishment politico e istituzionale, su argomenti come la situazione delle donne in Russia o, più recentemente, contro la campagna e i brogli elettorali, con cui, nel 2012, il primo ministro Vladimir Putin si sarebbe assicurato la rielezione per la seconda volta a presidente della Federazione Russa.
Nel marzo 2012 tre donne del gruppo sono state arrestate con l'accusa di "teppismo e istigazione all'odio religioso" per aver messo in scena, durante una celebrazione religiosa nella Cattedrale di Cristo Salvatore, un'esibizione non autorizzata contro Putin. Il loro caso ha attratto notevole interesse, sia in Russia, sia nella comunità internazionale, a causa dei presunti abusi a cui sarebbero state sottoposte durante la custodia, e per la minaccia incombente di una sentenza severa, fino a sette anni di detenzione, secondo le misure previste dalla leggi varate in Russia in tempi recenti rispetto ai fatti.
La loro esibizione, tuttavia, ha guadagnato loro anche l'ostilità di una parte della società russa, che vi ha percepito un'offesa alla propria sensibilità religiosa e alle proprie tradizioni, sollecitando l'intervento pubblico di condanna della massima autorità religiosa russa, il patriarca Cirillo I, che, durante una liturgia nella Chiesa della Deposizione della Veste, ha auspicato una risposta severa nei confronti di un gesto blasfemo.
Il 17 agosto 2012 ha avuto luogo la lettura della sentenza, durante la quale sono state dichiarate colpevoli rispetto ai capi d'accusa di cui erano imputate e condannate a una pena di due anni di reclusione, pari al minimo edittale.
Tra le operazioni più popolari, nelle altre iniziative del gruppo, si annoverano:
- i baci sulla bocca dati a poliziotti e poliziotte russe in servizio di pattugliamento;
- le canzoni antigovernative, cantate sulla pubblica strada durante i XXII Giochi olimpici invernali, per le quali alcune attiviste sono state manganellate in pieno viso riportando ferite multiple, poi medicate in ospedale: tra le cantanti ferite pure la celebre Nadežda Tolokonnikova[7][8][9][10];
- l'irruzione sul campo di gioco nello stadio moscovita in cui si teneva la finale di coppa del mondo di calcio Croazia-Francia[11].

Diverse attiviste e sostenitori del gruppo sono stati arrestati in seguito anche nelle proteste in favore di Aleksej Naval'nyj (2021) e contro l'invasione russa dell'Ucraina del 2022.

## Performancee influenze

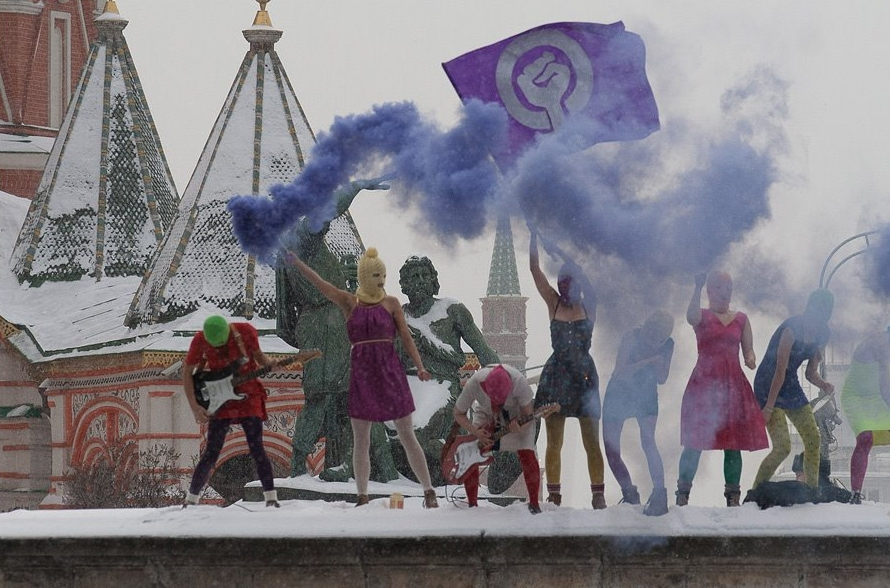
Le Pussy Riot a Lobnoe mesto, sulla Piazza Rossa

Il loro abbigliamento usuale è costituito da indumenti vivacemente colorati, costituiti da vestiti leggeri su collant, indossati anche quando il freddo è più intenso. Inoltre, per nascondere la propria identità, utilizzano un travestimento ottenuto calandosi sul viso dei balaclava colorati, indossati sia nelle esibizioni, sia nelle interviste, durante le quali dissimulano la loro identità utilizzando sempre degli pseudonimi al fine di tutelare l'anonimato. Il collettivo è composto da circa 10 artiste, oltre a una quindicina di persone che si occupano degli aspetti tecnici della ripresa e dell'editing dei video, ai fini della loro pubblicazione e diffusione attraverso la rete Internet.
Tra le principali fonti di ispirazione, il collettivo cita gruppi musicali punk rock e Oi!, come Angelic Upstarts, Cockney Rejects, Sham 69, Era e The 4-Skins.
Altre fonti dichiarate di ispirazione sono le band punk rock statunitensi Bikini Kill e il movimento Riot grrrl degli anni novanta. A tale proposito hanno affermato: «quello che abbiamo in comune è l'impudenza, testi che si nutrono di argomenti politici, l'importanza delle tematiche femministe e un'immagine femminile non-standard».
Prima e dopo l'arresto di alcune attiviste, il collettivo ha organizzato proteste clamorose, che hanno raggiunto fama mondiale grazie ai mezzi di comunicazione di massa: specialmente Internet, poiché i video sono fatti e immessi in rete dallo stesso movimento femminista.

## Protesta anti-Putin nella Cattedrale di Cristo Salvatore

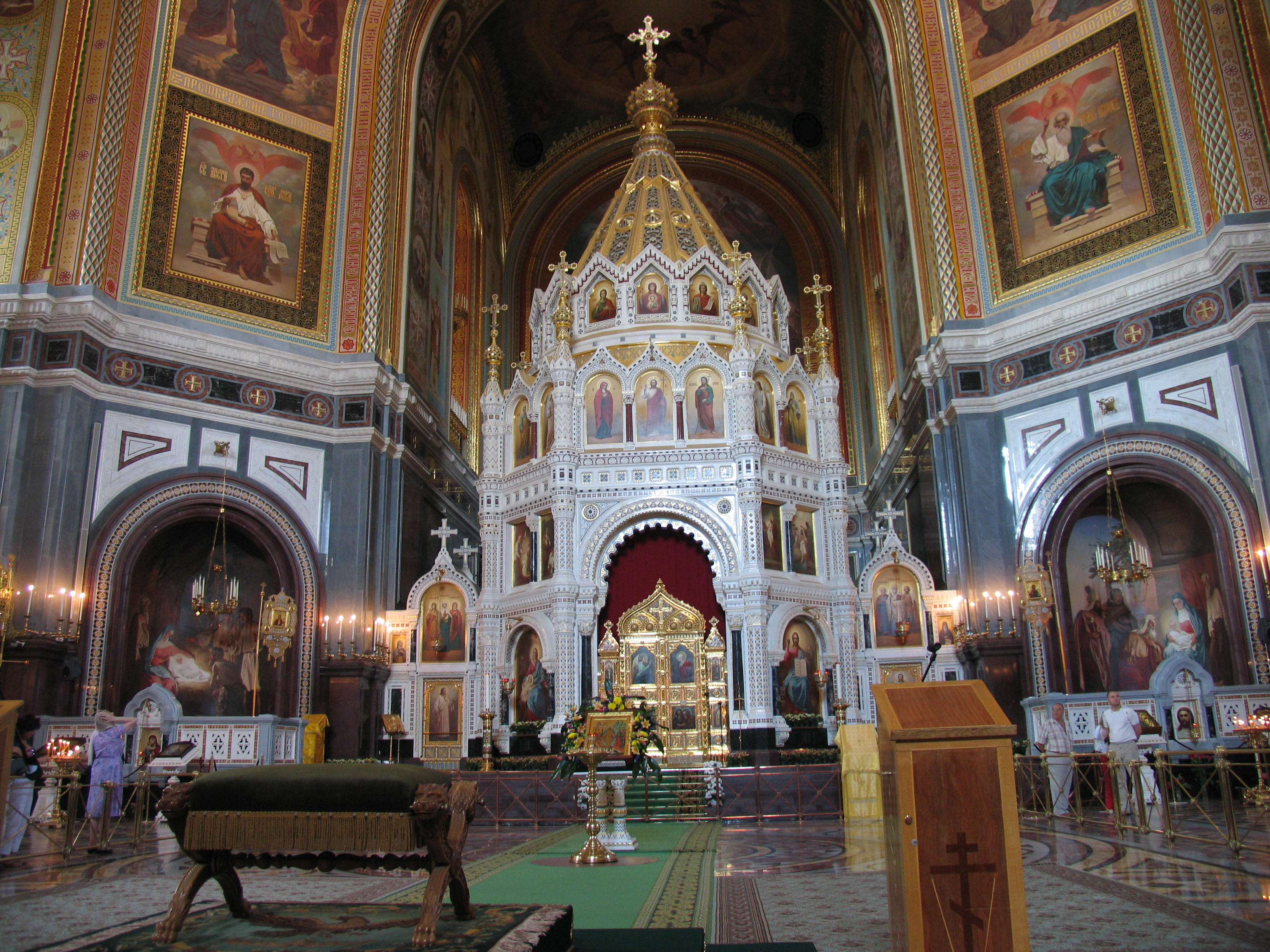
Interno della Cattedrale di Cristo Salvatore a Mosca

Il 21 febbraio 2012, nell'ambito di una protesta contro la rielezione di Vladimir Putin, tre artiste del gruppo si sono introdotte nella Cattedrale di Cristo Salvatore, tempio della Chiesa ortodossa russa a Mosca e, dopo essersi fatte il segno della croce, hanno cercato di esibirsi con una canzone. In meno di un minuto sono state scortate fuori dalle guardie. Le riprese dell'esibizione sono state poi usate per creare un video clip della performance.
La canzone mette in scena una sorta di preghiera punk, con un'invocazione a Theotókos (Madre di Dio, cioè la Beata Vergine Maria; in russo, Bogorodice), affinché "mandi via Putin". Il ritornello è su musica di Sergej Rachmaninov (Bogorodice Devo, radujsja, dai Vespri, in russo Богородице Дево, радуйся?). La canzone menziona anche il patriarca russo Cirillo I, indicandolo come qualcuno che crede più in Putin che in Dio e dandogli esplicitamente della puttana.
(Estratto dal testo della canzone interpretata nella Cattedrale di Cristo Salvatore)

## Arresto e procedimento giudiziario

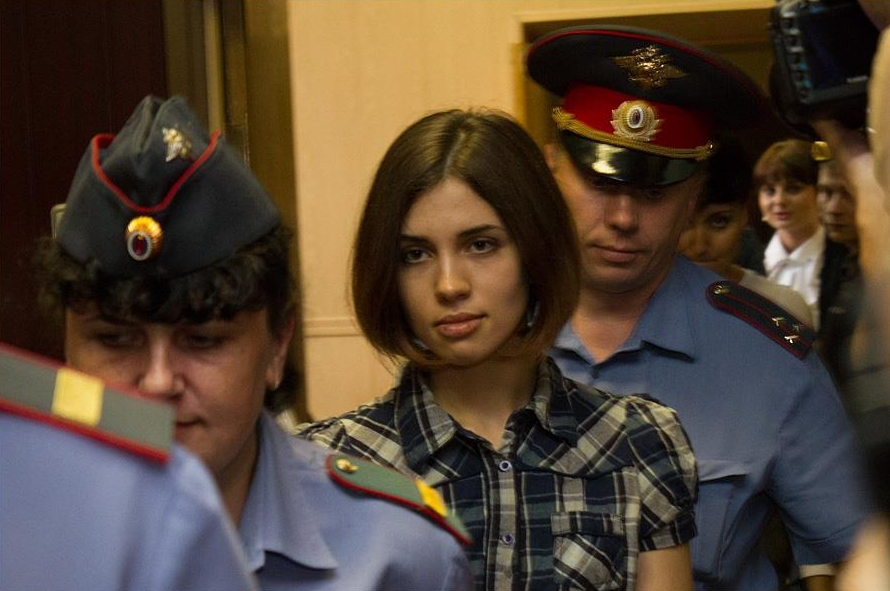
Nadežda Tolokonnikova, condotta alla sbarra davanti alla corte distrettuale di Taganskij

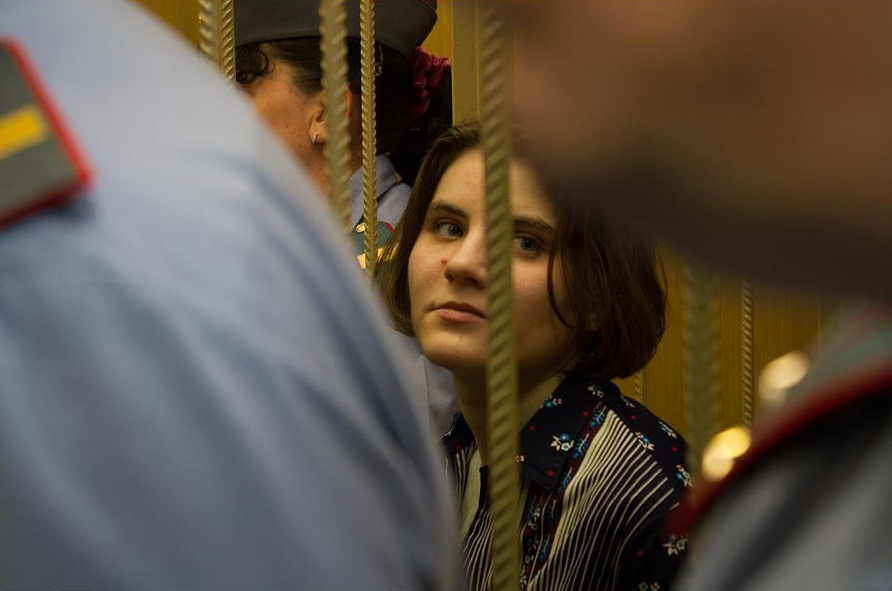
Ekaterina Samucevič durante il processo

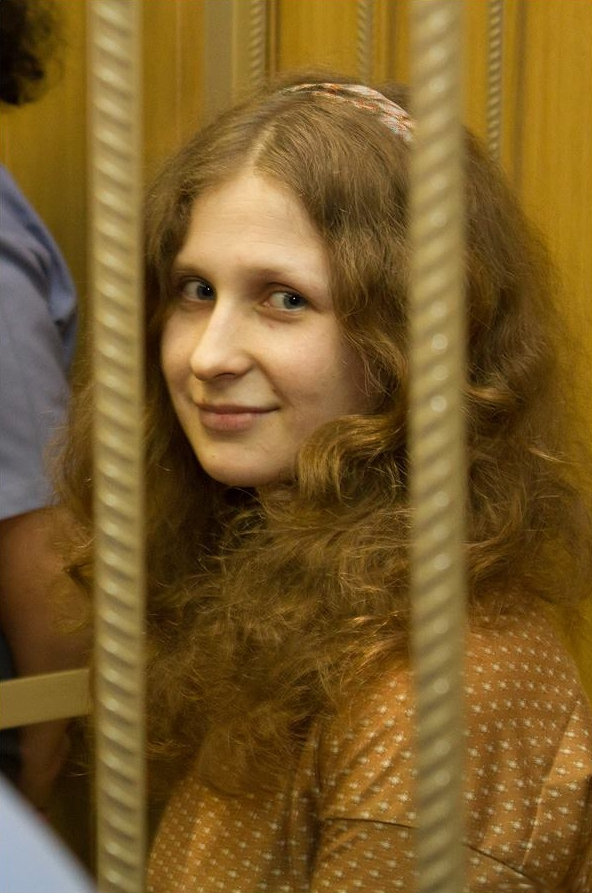
Marija Alëchina nella gabbia degli imputati

### Indagini e arresto
Il 3 marzo 2012, a seguito di operazioni di indagine che hanno visto in campo reparti della polizia antiterrorismo, le autorità russe hanno arrestato due presunte appartenenti al gruppo, Marija Alëchina (23 anni all'epoca dei fatti) e la siberiana Nadežda Tolokonnikova (22 anni), accusate di teppismo. Entrambe le donne hanno dapprima negato l'affiliazione del gruppo e hanno iniziato uno sciopero della fame per protesta contro il regime di detenzione.
Il 16 marzo è stata arrestata un'altra donna, Ekaterina Samucevič (29 anni), già ascoltata in precedenza come testimone del caso.
Sottoposte a interrogatori, le tre donne non hanno mai rivelato agli inquirenti i nomi delle altre componenti coinvolte nell'azione di protesta.

#### Profilo delle accusate
- Marija Alëchina, nata a Mosca il 6 giugno 1988, è studentessa al quarto anno dell'Istituto di giornalismo e scrittura creativa e ha esperienze di volontariato umanitario e di attivismo ambientalista con Greenpeace Russia. Ha un bambino nato nel 2007, Philip[28], e ha svolto un ruolo attivo nel processo, contro-interrogando i testimoni e mettendo aggressivamente in dubbio la natura delle accuse e lo stesso procedimento[29].
- Ekaterina Samucevič, nata a Mosca il 9 agosto 1982, è una programmatrice di computer interessata a tematiche LGBT. Si è diplomata alla Scuola di fotografia e multimedia "Aleksandr Rodčenko" di Mosca. Ha un passato di attivismo politico nel gruppo d'arte di strada Vojna. A presenziare alle sessioni del processo vi era anche suo nonno, Stanislav Samucevič[30].
- Nadežda Tolokonnikova, nata a Noril'sk il 7 novembre 1989, è cresciuta nella sua città natale per poi trasferirsi a Krasnojarsk, Mosca e nuovamente a Noril'sk, dove ha conseguito il diploma[31]. Studentessa di filosofia all'Università statale di Mosca, è sposata con Pëtr Verzilov e ha una figlia nata nel 2008[32]. Ha un passato di attivismo politico nel gruppo d'arte di strada Vojna (in russo Война?, Vojna, Guerra), di cui ha fatto parte dal 2007, partecipando a numerosi eventi, tra cui la protesta del 29 febbraio 2008, contro l'elezione a presidente di Dmitrij Medvedev[33], organizzata nel "Museo biologico di Timiryazev di Mosca", durante la quale è stata messa in scena un'orgia di circa 20 persone. Nadezhda, allora diciottenne, era al nono mese di gravidanza e partorì 4 giorni dopo la protesta[34][35][36]. Nadežda possiede il permesso di soggiorno canadese (fatto da lei negato, anche se conferma che è stata in Canada)[37]. Suo marito Pëtr Verzilov è considerato il produttore e ispiratore del gruppo Pussy Riot ed è cittadino canadese[38].

### Svolgimento del processo
Dopo quasi tre mesi di detenzione, solo il 4 giugno 2012 è stato depositato un formale atto d'accusa nei loro confronti, composto di 2.800 pagine.
Il 4 luglio, le imputate sono state improvvisamente avvisate che avrebbero dovuto concludere e presentare le loro memorie difensive entro il 9 luglio. In risposta, le tre donne hanno annunciato uno sciopero della fame, sostenendo che i pochi giorni assegnati dalla corte non erano sufficienti a elaborare una linea difensiva in grado di far fronte ai ponderosi atti d'accusa. Il 21 luglio, la corte ha prolungato di ulteriori sei mesi la loro carcerazione preventiva.

#### Dibattimento
Il processo alle tre donne è iniziato a Mosca il 30 luglio 2012. Accusate di "teppismo premeditato realizzato da un gruppo organizzato di persone motivate da odio o ostilità verso la religione o un gruppo sociale" (ovvero, i cristiani ortodossi).
L'accusa così formulata le espone alla possibilità di una condanna fino a sette anni di carcere, con un minimo edittale commisurato a due anni.

#### Richieste dell'accusa
Il 7 agosto 2012, durante la requisitoria avanti al Tribunale distrettuale di Mosca, il procuratore Alexander Nikiforov ha esplicitato le sue richieste, sollecitando la corte a pronunciarsi per una condanna a tre anni di detenzione. Il procuratore ha motivato la sua pretesa di condanna delle presunte ree con considerazioni basate sulla loro condotta, da lui valutata come un'offesa premeditata ai danni della confessione ortodossa e come lesiva di tradizioni nazionali millenarie. Tale comportamento è stato aspramente stigmatizzato dal magistrato dell'accusa, che lo ha definito come socialmente pericoloso e fomentatore di un clima da guerra civile.
Nonostante la durezza della comminazione, almeno se giudicata secondo gli standard dei paesi giuridicamente avanzati, la pena ventilata dal pubblico ministero è stata giudicata più mite rispetto alle attese e ai timori dei sostenitori delle tre donne. Secondo alcune fonti, dalla misura della pena non verranno scontati i mesi di carcerazione preventiva già inflitti, mentre secondo altri quel periodo verrà detratto come avviene di norma.
L'8 agosto 2012, il processo è entrato in una breve pausa, che prelude all'emissione del verdetto finale: infatti, conclusi in pochi giorni le fasi procedurali e dibattimentali riservate all'accusa e alla difesa, il tribunale ha annunciato la pronuncia della sentenza per il successivo 17 agosto.

### Sentenza e detenzione
Il 17 agosto 2012 è iniziata la lettura del lungo dispositivo della sentenza durante la pronuncia della sentenza. Nel clima di attesa si è creata un assembramento di persone nei pressi del tribunale distrettuale moscovita, con dispiegamento di una decina di autobus carichi di agenti in assetto antisommossa. L'innesco di tensioni e tafferugli ha portato all'arresto di un centinaio di manifestanti, tra cui due esponenti dell'opposizione: Sergej Stanislavovič Udal'cov, leader del Fronte della sinistra, e Garri Kimovič Kasparov, pluricampione del mondo di scacchi, proveniente dalla coalizione L'Altra Russia. Tutti i fermati sono stati successivamente rilasciati, ma vi è chi, come Kasparov, secondo l'agenzia giornalistica russa Interfax, rischia un processo e una condanna fino a cinque anni di reclusione.
La giudice Marina Syrova, incaricata della laboriosa lettura del lunghissimo dispositivo, ha dichiarato le tre donne colpevoli dei reati contenuti nei capi d'accusa formulati, con condanna delle ree a due anni di reclusione, in misura pari al minimo edittale. Il magistrato ha negato ogni connotazione politica alla sentenza, affermando che i motivi che stanno alla base del verdetto risiedono interamente nell'offesa ai danni della confessione religiosa ortodossa, perpetrata dalle tre donne in maniera consapevole e premeditata.
Gli avvocati della difesa si sono attivati per avocare a sé stessi la custodia legale dei figli di due delle condannate, al fine di scongiurare il rischio concreto che i minori vengano ceduti in adozione dalle autorità russe.
Il 10 ottobre 2012, in appello, Ekaterina Samucevič è stata scarcerata mediante cauzione, perché non prese parte alla protesta siccome era stata fermata e portata via prima che venisse attuata. Il 19 ottobre è stato rivelato che Yekaterina ha presentato un reclamo presso la corte europea dei diritti dell'uomo di Strasburgo, affermando che i suoi diritti sono stati violati durante i sei mesi di custodia cautelare. In alcuni casi, secondo la donna, non avrebbe ricevuto i pasti e le sarebbe stato impedito di dormire.
È stata invece confermata la pena di due anni per la moscovita Marija Alëchina e per la siberiana Nadežda Tolokonnikova. Gli avvocati difensori hanno svelato i nuovi luoghi di detenzione delle due Pussy Riot: Nadežda avrebbe scontato la pena nel campo di lavoro 14 di Partsa in Mordovia, 500 km ad est di Mosca, mentre Maria nel campo 28 della città di Berezniki, nei pressi dei monti Urali, a 1100 km ad est della capitale. La difesa ha chiesto la sospensione della pena per Marija e Nadežda fino a quando i figli non avranno 14 anni. Il 24 luglio 2013 le autorità russe hanno negato la sospensione della pena per Marija ed il 26 luglio l'hanno negata anche a Nadežda.
Nel luglio 2013, Marija Alëchina è stata trasferita da Berezniki ad un'altra colonia penale, il campo 2 di Nižnij Novgorod, dove sconterà il resto della pena.
Nel settembre 2013, Nadežda Tolokonnikova ha incominciato uno sciopero della fame per denunciare le dure condizioni di lavoro e le minacce di morte che afferma di aver ricevuto. In una lettera pubblicata sul blog della band, la donna sostiene che le detenute del campo 14 sono costrette a lavorare fino a 17 ore al giorno in una fabbrica che produce uniformi per la polizia e di essere stata minacciata dal vicedirettore del carcere, che da parte sua oltre a rigettare le accuse ribadisce che le giornate di lavoro nel campo sono di sole 8 ore. Per proteggerla dalle presunte intimidazioni, la Tolokonnikova è stata tuttavia trasferita a scopo precauzionale in una cella singola ed esonerata dal lavoro. Successivamente è stata ricoverata in ospedale.
Il 21 ottobre 2013, dopo quasi tre settimane di ospedale dopo il digiuno e dopo aver nuovamente minacciato di riprendere lo sciopero della fame, Nadezhda ottiene il trasferimento in un vicino carcere di Alatyr', in Ciuvascia, ma a due settimane dal trasferimento non era ancora stata comunicata l'ubicazione esatta del nuovo carcere. Secondo i legali della ragazza, Nedezhda poteva essere nel più lontano campo di lavoro 1 di Čeljabinsk, ma dopo un'ispezione la detenuta non è stata trovata lì. Il 5 novembre è stato rivelato dal marito della detenuta che Nadežda era in viaggio (tramite la ferrovia Transiberiana) verso il campo di lavoro 50 di Nižnij Ingaš, nel distretto omonimo, in Siberia centrale. L'amministrazione penitenziaria ha motivato questo trasferimento dichiarando che riportando la detenuta nella sua regione di origine (territorio di Krasnojarsk), si possa favorire il suo processo di risocializzazione. Nadežda infatti ha ancora la residenza a Noril'sk, sua città natale, in Siberia settentrionale (situata però a 2000 km più a nord di Nižnij Ingaš).
Il 14 novembre è stato però rivelato che la detenuta non ha mai raggiunto Nižnij Ingaš. Era stata invece trasferita provvisoriamente in un ospedale carcerario del capoluogo Krasnojarsk, a causa delle sue precarie condizioni di salute.

#### La scarcerazione
Il 19 dicembre 2013 è stata approvata all'unanimità dalla Duma, nonostante la contrarietà di Vladimir Putin, l'amnistia per Marija Alëkhina e Nadežda Tolokonnikova. Questo per il 20º anniversario della Costituzione russa che ha permesso la scarcerazione di altre 25 000 persone in tutta la nazione. La liberazione è stata effettuata per entrambe le donne il 23 dicembre, circa due mesi e mezzo in anticipo rispetto a quanto stabilito dalla sentenza. Il 24 dicembre, Marija Alëkhina ha raggiunto Nadežda Tolokonnikova a Krasnojarsk, dove hanno trascorso il Natale per discutere su un nuovo progetto legato alla difesa dei diritti umani.
Il 27 dicembre, durante la loro prima conferenza stampa a Mosca, Maria e Nadezhda dichiarano che la loro posizione contro Putin non è cambiata e di voler iniziare un progetto di difesa dei diritti dei detenuti nelle carceri e nei campi di lavoro russi. Durante l'estate 2014, Nadia e Maria hanno denunciato il governo russo alla corte europea dei diritti umani, chiedendo un risarcimento di 120.000 euro ciascuna per la loro ingiusta detenzione e 10.000 euro per le spese legali: le due attiviste hanno promesso di devolvere a organizzazioni per i diritti umani il denaro che riceveranno in caso vincano la causa.

#### Commenti sulla sentenza
Dopo la diffusione della notizia della sentenza sono giunte alle tre condannate manifestazioni di solidarietà dal mondo occidentale.
L'amministrazione statunitense si è espressa negativamente sulla sentenza, definendo "sproporzionata" la condanna rispetto ai fatti contestati; la Russia è stata invitata ad una revisione del caso e a garantire la libertà di espressione. Sullo stesso tenore il governo francese, il cui ministro degli esteri, Laurent Fabius, ha diramato una nota ufficiale.
Negativo anche il commento dell'Organizzazione per la sicurezza e la cooperazione in Europa, con sede a Vienna, che si è fatta sentire attraverso la rappresentante per la libertà di stampa, la bosniaca Dunja Mijatovic. Nel giudizio dell'OSCE, la sentenza da considerarsi come lesiva dei diritti fondamentali dell'uomo: «Le accuse di vandalismo a scopo religioso non possono essere utilizzate per limitare la libertà di espressione. Le dichiarazioni, anche se provocatorie o satiriche, non dovrebbero essere soppresse e non dovrebbero essere condannate con la prigione».
La cancelliera federale tedesca, Angela Merkel, ha definito la condanna "sproporzionatamente severa" e "non conforme ai valori europei di democrazia e stato di diritto, ai quali la Russia è legata in virtù della sua appartenenza al Consiglio d'Europa".
Alcuni esponenti del clero ortodosso hanno assunto posizioni concilianti all'indomani della condanna. Due di essi, che pure avevano appoggiato il processo, hanno concesso il perdono alle condannate: si tratta di Tichon Ševkunov, del Monastero di Sretensky di Mosca, ritenuto il consigliere spirituale di Putin, e dell'arciprete Maksim Kozlov.
Piotr Verzilov, il marito di Nadežda Tolokonnikova ed ispiratore delle Pussy Riot, ha definito le colonie penali della Mordovia come l'inferno delle prigioni.

### Reazioni all'arresto e al processo

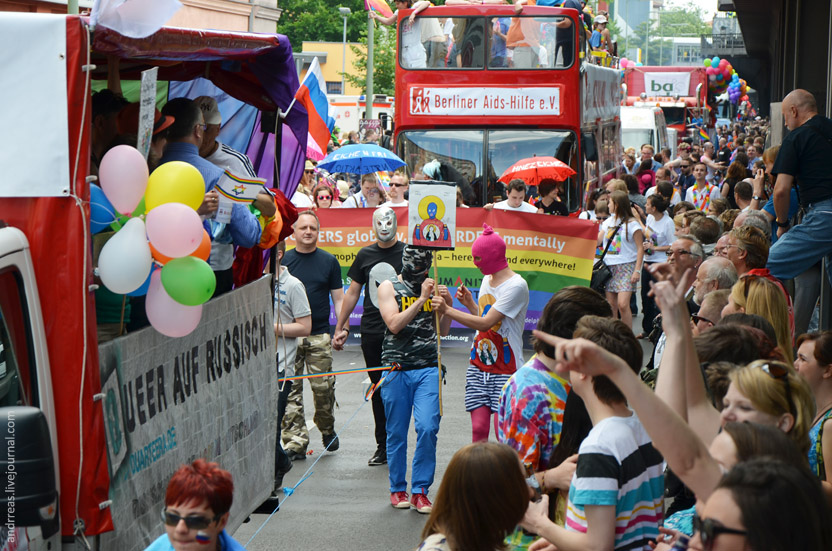
Sostegno manifestato al CSD 2012 di Berlino

Numerose sono state le reazioni pubbliche, di vario segno, sia sul piano interno che a livello internazionale.

#### Reazioni internazionali
Tutte e tre le esponenti delle Pussy Riot finite sotto processo sono state riconosciute come prigionieri politici dalla Union of Solidarity with Political Prisoners (SPP).
Amnesty International le ha nominate prigioniere di coscienza, in ragione della "severità della risposta delle autorità russe". Infatti, si fa notare, la corte europea dei diritti dell'uomo è ripetutamente intervenuta per affermare che la libertà d'espressione si applica non solo alle idee inoffensive, "ma anche a quelle che offendono, scandalizzano o disturbano lo Stato o settori della popolazione".
Le accusate hanno ricevuto pubblico sostegno da molti artisti e personalità anglosassoni e di fama internazionale, come Anti-Flag, Corinne Bailey Rae, Beastie Boys, Björk, Jarvis Cocker, Cornershop, Die Antwoord, Faith No More, Franz Ferdinand e Alex Kapranos, Peter Gabriel, Genesis, Peter Hammill, Kathleen Hanna, Zola Jesus, The Joy Formidable, Courtney Love, Madonna, Johnny Marr, Paul McCartney, Kate Nash, Yōko Ono, Peaches, Pet Shop Boys e Neil Tennant, Propagandhi, Iiro Rantala, Red Hot Chili Peppers, Refused, Billie Joe Armstrong, Rise Against, Patti Smith, Sting, Tegan and Sara e Pete Townshend. In Italia, come in quasi tutto il resto d'Europa, la vicenda è molto poco conosciuta, ma si possono annoverare tra coloro che hanno preso posizione in loro difesa Elio e le Storie Tese e Vasco Rossi.
L'attore britannico Stephen Fry e Jón Gnarr, sindaco della capitale islandese Reykjavík ed ex stand-up comedian, hanno espresso il loro sostegno al gruppo.
Alla schiera dei sostenitori, il 17 agosto 2012, si è aggiunto il movimento ucraino FEMEN, che, al centro di Kiev, ha messo in atto una performance dissacratoria a sostegno delle tre donne, che ha avuto come obiettivo un crocifisso dedicato alle vittime dello stalinismo.
Il 31 luglio 2012, il Financial Times ha pubblicato un editoriale in cui si sostiene che quello delle donne è diventato una "cause célèbre internazionale" a causa del trattamento da loro ricevuto, che prevede tra l'altro l'isolamento dai parenti, a cui si aggiunge per due di esse, che sono madri, il divieto di incontrare i propri bambini. Le dichiarazioni del Financial Times parrebbero tuttavia essere smentite almeno da una visita che la Tolokonnikova ha ricevuto da una giornalista di Radio Svoboda, che l'ha intervistata, e dai suoi familiari, il marito Petr e la figlioletta Gera, che hanno accompagnato la reporter e che hanno potuto incontrare la congiunta.
Nel 2016 il cantautore Moddi pubblica una versione del brano Punk Prayer delle Pussy Riot tradotta in inglese per esprimere la sua solidarietà alla band.

##### Unione europea
L'Unione europea (UE) ha fatto sentire la sua voce tramite l'Alto rappresentante per la politica estera e di difesa, Catherine Ashton, che ha espresso preoccupazione «per le irregolarità segnalate», «per le condizioni di detenzione» e per «la maniera in cui si svolge il processo, tenuto conto delle informazioni su atti di intimidazione contro gli avvocati, i giornalisti e gli eventuali testimoni».
La rappresentante UE ha richiamato il paese al rispetto degli obblighi internazionali in materia di diritti civili e umani, invitando la Russia a garantire alle accusate un giusto processo.

#### Reazioni nazionali

##### Opinioni sfavorevoli alle Pussy Riot
In Russia alcune opinioni espresse da personalità prominenti sono state molto più severe.

La Chiesa ortodossa russa, ad esempio, si è espressa sulla questione ai suoi massimi livelli: il 21 marzo 2012, officiando la liturgia nella Chiesa della Deposizione della Veste di Mosca, il patriarca di Mosca e di tutte le Russie, Cirillo I, ha condannato severamente l'azione delle Pussy Riot, bollandola come blasfema e demoniaca: 
(Cirillo I il 21 marzo 2012, officiando la liturgia nella Chiesa della Deposizione della Veste a Mosca)
 Il patriarca ha anche espresso parole di condanna nei confronti di quei credenti che hanno chiesto alla Chiesa ortodossa russa di perdonare le autrici.
Il regista Nikita Sergeevič Michalkov, presidente dell'Unione dei cineasti russi, si è attestato su posizioni vicine al Cremlino, quando in un'intervista ha affermato che sarebbe felice di firmare una lettera aperta contro le Pussy Riot.
La presa di posizione pubblica di Madonna in favore delle accusate, manifestata anche durante un concerto a Mosca, avrebbe seminato nervosismo tra molti funzionari dell'amministrazione russa e innescato la reazione nervosa del vicepremier Dmitrij Rogozin, il quale, su Twitter, ha diffuso un testo che è stato interpretato dai media come un rozzo apprezzamento rivolto all'artista americana, in cui, pur senza mai citare esplicitamente la cantante, Rogozin faceva riferimento ad una non meglio specificata donna, "in tournée all'estero", incline, a suo dire, come "ogni ex puttana", a "dispensare in giro lezioni di morale".

##### Reazioni in favore delle Pussy Riot

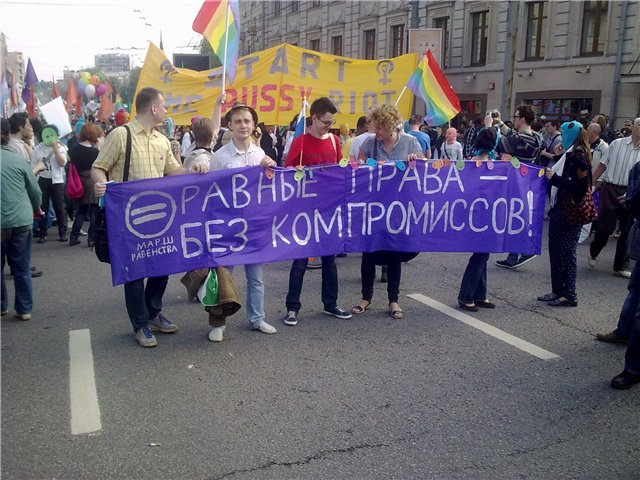
Manifestazione di solidarietà a Mosca, il 6 maggio 2012

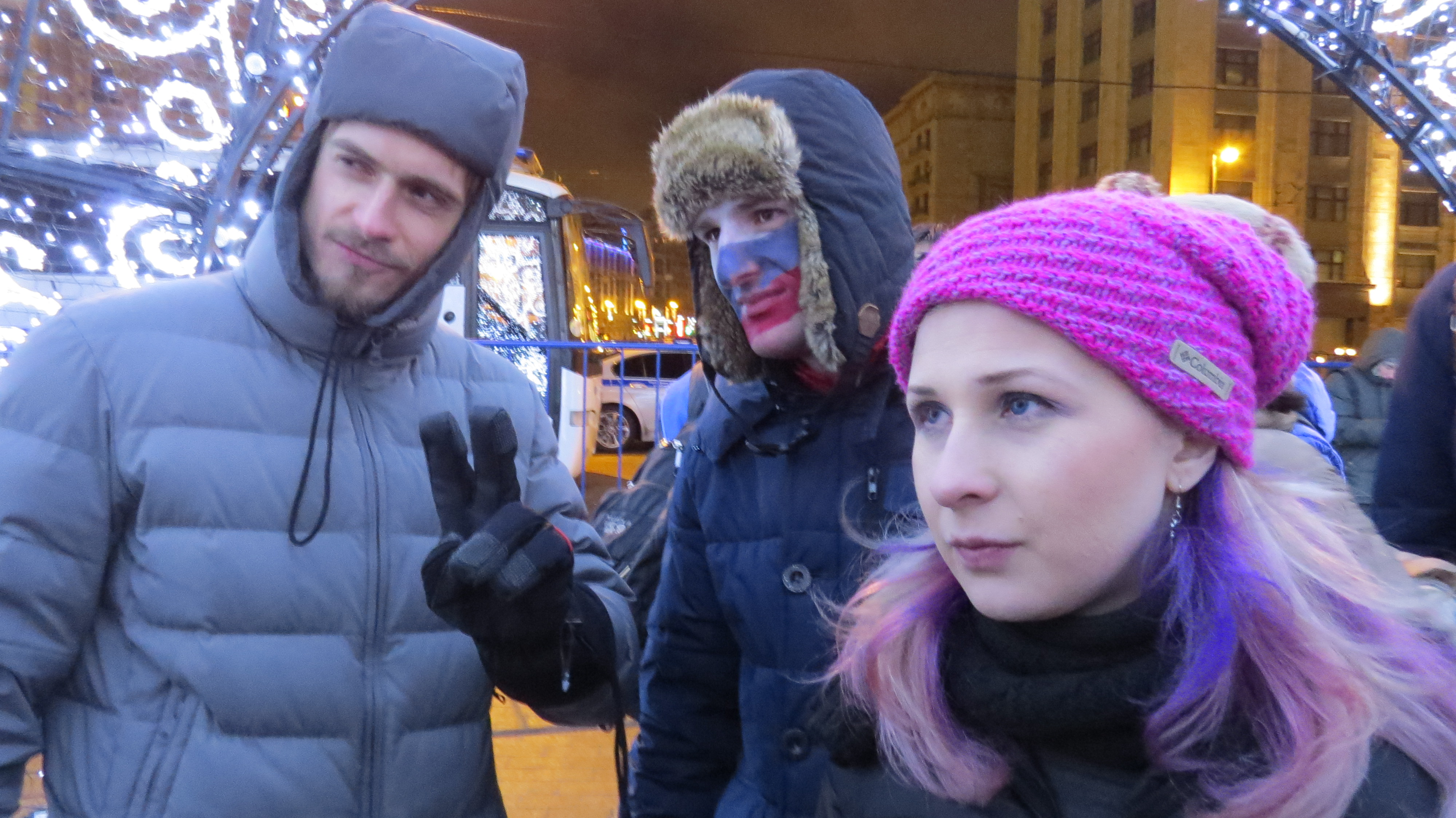
Marija Alëchina, in primo piano, protesta a Mosca contro l'arresto del blogger anti-Putin Alexei Navalny nel dicembre 2014

A fine giugno 2012, una crescente inquietudine sulla detenzione del trio in attesa del processo e la preoccupazione su quello che veniva avvertito come un trattamento arbitrario ed eccessivo, ha portato alla redazione di una lettera aperta. Il documento è stato firmato da figure di spicco dell'opposizione, ma anche da personalità di segno diverso, come il direttore Fëdor Bondarčuk, supporter di Putin, o come gli attori Čulpan Chamatova ed Evgenij Vital'evič Mironov, entrambi apparsi in video in favore della rielezione di Putin.
Anche gruppi di aderenti alla religione ortodossa hanno chiesto alla loro chiesa di perdonare le autrici. L'atteggiamento conciliante di questi credenti è stato però condannato dallo stesso patriarca russo.
La cantante pop Alla Pugačëva si è appellata, a nome delle donne, affinché le accusate fossero adibite allo svolgimento di servizi sociali, piuttosto che condotte in prigionia.
Secondo il corrispondente della BBC, Daniel Sandford, "il loro trattamento ha causato profonda inquietudine tra molti russi, che – prendendo a prestito una frase dal processo del 1967 contro i Rolling Stones – percepiscono le donne come farfalle spezzate su una ruota".
Nel luglio 2012, a sostegno del trio, il sociologo russo Alek D. Epstein ha pubblicato una silloge di opere di vari artisti russi, intitolata "Art on the barricades: Pussy Riot, the Bus Exhibit and the protest art-activism".
Nel 2016 l'artista norvegese Moddi omaggia le Pussy Riot pubblicando una cover del brano Punk Prayer, cantato in inglese, nel suo album Unsongs.

##### Sondaggi tra la popolazione russa
All'inizio di luglio, prima che il processo avesse inizio, un sondaggio condotto a Mosca ha rivelato che metà degli interrogati si schiera contro il processo, mentre il 36% si esprime a favore, con i rimanenti che si dichiarano indecisi. Chi le difende perora la loro innocenza, insistendo sul fatto che, con la loro protesta, non intendevano procurare offesa.
Un altro sondaggio condotto il 10-13 agosto 2012 dal Centro Analitico LEVADA tra le 1601 persone in 130 località e 45 regioni delle Russia ha prodotto i seguenti risultati:
- State seguendo lo svolgimento del processo riguardo al gruppo Pussy Riot che ha messo in scena un'esibizione nella Cattedrale di Cristo Salvatore prima delle elezioni presidenziali?

| Con grande attenzione             | 4%  |
| Con attenzione                    | 14% |
| Senza una particolare attenzione  | 39% |
| Non seguo per niente              | 25% |
| Non ho sentito niente al riguardo | 14% |
| Difficile rispondere              | 4%  |

- Quali sentimenti vi suscitano i partecipanti del gruppo Pussy Riot?

| Rispetto                      | <1% |
| Compassione                   | 6%  |
| Non posso dire nulla di male  | 5%  |
| Neutrale, indifferenza        | 20% |
| Non posso dire nulla di buono | 20% |
| Irritazione                   | 14% |
| Ripugnanza                    | 17% |
| Difficile rispondere          | 19% |

- Contro chi era rivolta la protesta della Cattedrale di Cristo Salvatore?

| Contro la partecipazione della Chiesa in politica | 16% |
| Contro la Chiesa e i credenti                     | 14% |
| Contro Vladimir Putin                             | 13% |
| Sono vere tutte e tre                             | 20% |
| Difficile rispondere                              | 36% |

- Quale è la ragione principale alla base del processo?

| Indignazione della comunità ortodossa                            | 41% |
| Un tentativo del governo di screditare e impaurire l'opposizione | 12% |
| L'offesa/vendetta del patriarca Kirill I                         | 8%  |
| L'offesa/vendetta di Vladimir Putin                              | 5%  |
| Altro                                                            | 2%  |
| Difficile rispondere                                             | 32% |

- Chi è stato il promotore del processo contro le Pussy Riot?

| Larga comunità ortodossa                              | 23% |
| La Chiesa ortodossa russa                             | 19% |
| Amministrazione del presidente della Repubblica Russa | 9%  |
| Il patriarca Kirill I personalmente                   | 6%  |
| Il presidente Vladimir Putin personalmente            | 4%  |
| Altro                                                 | 1%  |
| Difficile rispondere                                  | 38% |

- Secondo voi il processo avviene in modo giusto, oggettivo e imparziale?

| Sicuramente sì       | 11% |
| Probabilmente sì     | 33% |
| Probabilmente no     | 13% |
| Sicuramente no       | 4%  |
| Difficile rispondere | 39% |

- Secondo voi la pena verrà comminata secondo le prove dimostrate durante il processo oppure secondo l'ordine "dall'alto"?

| Secondo le prove dimostrate                 | 36% |
| Secondo l'ordine dall'"alto"                | 18% |
| Sia la prima sia la seconda in egual misura | 15% |
| Difficile rispondere                        | 31% |

- Come è cambiata la vostra fiducia nel sistema giudiziario russo dopo il processo alle Pussy Riot?

| Aumentata            | 5%  |
| Invariata            | 55% |
| Abbassata            | 9%  |
| Non c'era e non c'è  | 12% |
| Difficile rispondere | 19% |

##### L'atteggiamento di Vladimir Putin
La crescente popolarità del caso giudiziario all'estero sembra essere una manovra volta a procurare "imbarazzo" al presidente Vladimir Putin, per il possibile danno alla sua immagine pubblica internazionale.
Secondo gli osservatori, il leader russo apparirebbe combattuto tra l'auspicio per una soluzione più morbida, che attenui l'esposizione mediatica della sua immagine, e l'esigenza di salvaguardare gli ottimi rapporti con le autorità religiose, non deludendo le aspettative della «sempre più presente e invadente» Chiesa ortodossa russa, irrigidita su posizioni intransigenti di condanna, come quella espressa dalla persona dello stesso patriarca Cirillo I.
Un esempio di questo imbarazzo trasparirebbe da un atteggiamento che Putin, in una determinata occasione, ha esibito al cospetto dei mass media internazionali: intervistato a Londra, dove si era recato per assistere agli incontri olimpici di judo dei Giochi della XXX Olimpiade, il presidente russo ha detto ai giornalisti di auspicare una decisione improntata a clemenza nei confronti delle tre indagate.

## Discografia parziale

### Album in studio
- 2012 - Kill the Sexist!
- 2012 - Убей сексиста
- 2015 - Wont Get Fooled Again
- 2017 - In Riot We Trust
- 2022 - Matriarchy Now

### Singoli
- 2012 - Путин Зажигает Костры Революций
- 2016 - Straight Outta Vagina
- 2018 - My Sex (con Brooke Candy, MNDR e Mykki Blanco)
- 2018 - Track About Good Cop